# Mr. Osomatsu
Mr. Osomatsu (おそ松さん, Osomatsu-san) est une série d'animation japonaise pour les adultes produite en 2015 par le studio Pierrot. Il s'agit d'un reboot de la série manga Osomatsu-kun de Fujio Akatsuka, déjà adaptée à deux reprises auparavant, par le studio Zero en 1966 et par le studio Pierrot en 1988.
La série célèbre le 80e anniversaire de l'auteur, Fujio Akatsuka, et suit le quotidien des sextuplés de la série originale devenus adultes. Une seconde saison est diffusée en 2017 et une troisième est diffusée en 2020. Une adaptation en manga par Masako Shitaro est prépubliée dans le You entre janvier 2016 et novembre 2020.
L'anime est renommé notamment pour ses seiyus (Jun Fukuyama, Daisuke Ono...), son humour absurde et ses nombreuses références à d'autres animes.

## Synopsis
Les six garçons de la famille Matsuno, des sextuplés ayant passé leur enfance à faire des bêtises, ont grandi et sont maintenant de jeunes adultes NEET. Osomatsu est « l'ainé », entouré de ses cinq frères : Karamatsu, Choromatsu, Ichimatsu, Jûshimatsu et Todomatsu. Ils sont souvent surnommés « les parasites » car ils vivent au crochet de leurs parents. Désormais adultes, seront-ils devenus plus sages ?
L'anime est un slice of life comique : il suit la vie non seulement de la famille Matsuno, mais aussi des autres personnages tels que Iyami ou Hatabō.

## Personnages

### Les sextuplés
Osomatsu Matsuno (松野 おそ松, Matsuno Osomatsu)
Voix japonaise : Takahiro Sakurai
L'aîné des sextuplés et auto-proclamé chef du groupe. Il est souvent immature et égoïste, et se dispute souvent avec ses autres frères, mais n'accepte pas le fait qu'ils vont éventuellement partir faire leur vie ailleurs, sans lui. Il passe son temps à parier sur les courses de chevaux et à jouer au pachinko. Il a une expression standard lui donnant un air insouciant et sourit beaucoup. Sa couleur est le rouge.
Karamatsu Matsuno (松野 カラ松, Matsuno Karamatsu)
Yūichi Nakamura
Le deuxième des sextuplés. Il se considère comme un homme à femmes, cherche à adopter une attitude assurée et essaie d'agir de manière cool, même quand ses frères l'ignorent et se moquent de lui, ce qui arrive très fréquemment. Cependant, il adore ses frères même s'ils rient de sa souffrance - surtout Ichimatsu. Malgré cela, Ichimatsu est le petit frère qu'il préfère le plus parmi ses autres frères. Karamatsu aime ajouter des mots anglais dans ses phrases pour avoir l'air cool. Il s'habille toujours en bleu et porte parfois une veste en cuir et des lunettes de soleil. Il a aussi de gros sourcils et se fait souvent appelé "Karamerde" par Ichimatsu. Sa couleur est le bleu.
Choromatsu Matsuno (松野 チョロ松, Matsuno Choromatsu)
Voix japonaise : Hiroshi Kamiya
Le troisième des sextuplés. Il se considère comme la voix de la raison du groupe et comme le plus mature, mais il est le seul a penser ça. En effet, il y a des moments où Choromatsu agit aussi stupidement que ses frères (surtout lorsqu'il s'agit de filles). C'est le clown blanc des sextuplés (tsukkomi). Il est souvent arrogant, extrêmement mal à l'aise en compagnie de filles et devient nerveux rapidement. C'est un otaku fou d'idoles. Choromatsu a une bouche en triangle et ses pupilles sont plus petites que ses frères. Sa couleur est le vert.
Ichimatsu Matsuno (松野 一松, Matsuno Ichimatsu)
Voix japonaise : Jun Fukuyama
Le quatrième des sextuplés. Il a souvent une attitude blasée et fatiguée, et a les cheveux en bataille. Il n'est pas très sociable mais passe beaucoup de temps en compagnie des chats du voisinage - il peut d'ailleurs lui-même se transformer en chat. Il est fan de son grand frère Karamatsu mais n'assume pas ce fait ; l'épisode 16 de la saison 1 montrera cependant qu'il se dit être un "Karamatsu-boy". Il préfère cacher ceci en insultant son frère. Sa couleur est le violet. Il est l'un des frères les plus populaires parmi les fans.
Jyushimatsu Matsuno (松野 十四松, Matsuno Jūshimatsu)
Voix japonaise : Daisuke Ono
Le cinquième des sextuplés et le plus hyperactif des Matsuno. Jyushimatsu est fan de baseball et présente souvent un comportement fou, parfois même défiant les lois de la réalité. Son slogan est "MUSCLE MUSCLE ! HUSTLE HUSTLE !". Il se distingue des autres par ses yeux fous et sa bouche grande ouverte. Sa couleur est le jaune.
Todomatsu Matsuno (松野 トド松, Matsuno Todomatsu)
Voix japonaise : Miyu Irino
Le sixième des sextuplés, considéré comme le petit frère. Il est insouciant et légèrement efféminé, ce qui conduit à un certain succès avec les filles, mais est également manipulateur. Il a honte du faible statut social de ses frères et essaie de cacher sa vie personnelle et ses frères les uns des autres. Il reçoit le surnom de "Totty" (トッティー Tottī)  dans l'épisode 7. Il se distingue à sa petite bouche et ses grandes pupilles. Sa couleur est le rose.

### Autres personnages
Iyami (イヤミ)
Voix japonaise : Kenichi Suzumura
Iyami reste pratiquement inchangé par rapport à son apparition originale dans Osomatsu-kun, mais il est retourné avec un rôle de personnage secondaire après son rôle en tant que protagoniste principal dans la série d'anime des années 1980. Acoustique actif, il tente souvent de revenir au personnage principal, avec peu de succès - cependant certains épisodes lui sont (entièrement) dédiés.
Chibita (チビ太)
Voix japonaise : Sachi Kokuryu
Ancien rival des sextuplés, qui dirige maintenant un stand d'oden que les frères Matsuno visitent fréquemment. Bien qu'il soit souvent exaspéré par le comportement des sextuplés et le refus de payer leur addition, il est plus ouvert à exprimer son amitié envers eux.
Totoko (トト子)
Voix japonaise : Aya Endō
L'héroïne de la série, qui s'efforce désespérément de devenir une idole poisson afin d'acquérir la gloire et la fortune. Les sextuplés sont toujours amoureux d'elle, mais elle trouve souvent leur admiration indésirable bien qu'elle ait dû compter sur leur aide pour devenir une idole.
Matsuzō Matsuno (松野 松造, Matsuno Matsuzō) et Matsuyo Matsuno (松野 松代, Matsuno Matsuyo)
Voix japonaise : Kazuhiko Inoue et Kujira
Le père et la mère des sextuplés. Les sextuplés vivent toujours avec leurs parents, même en tant qu'adultes. Matsuzo et Matsuyo sont constamment déçus par les sextuplés en raison de leur statut de NEETs, et ils hésitent entre tenter de divorcer et de rester ensemble pour s'adapter au mode de vie de leurs enfants.
Hatabō (ハタ坊)
Voix japonaise : Momoko Saitō
Auparavant le serviteur de divers personnages, Hatabō dirige maintenant une compagnie de plusieurs millions de dollars, mais conserve encore son attitude enfantine.
Dekapan (デカパン)
Voix japonaise : Yōji Ueda
Il n'a pas changé depuis l'original. Il garde toujours des choses dans son énorme pantalon et fabrique diverses créations.
Dayōn (ダヨーン)
Voix japonaise : Nobuo Tobita
Il n'a pas changé non plus. Il dit souvent son nom. Ses rôles dans cet anime sont visiblement réduits au niveau des personnages secondaires, il a des comportements absurdes et des pouvoirs très bizarres.
Nyaa Hashimoto (橋本にゃー, Hashimoto Nyaa)
Voix japonaise : Nanami Yamashita
Une idole à thème de chat dont Choromatsu est un fan. Elle fait divers caméos tout au long du spectacle, mais ne parle pas sauf aux deux derniers épisodes. Elle est la rivale de Totoko.
Shounosuke Hijirisawa (聖澤 庄之助, Hijirisawa Shōnosuke)
Voix japonaise : Yōji Ueda
Un personnage généralement sans voix qui fait des apparitions aléatoires tout au long de la série, soit comme une blague ou comme un easter egg.
Girlymatsus (じょし松, Joshimatsu)
Voix japonaise : Takahiro Sakurai, Yuichi Nakamura, Hiroshi Kamiya, Jun Fukuyama, Daisuke Ono et Miyu Irino
Six amies qui agissent en tant que les versions filles des sextuplés. Elles sont socialement et financièrement plus aisées que les frères, mais sont souvent mesquines et argumentatives.
Leur noms sont : Osoko, Karako, Choroko, Ichiko, Jyushiko et Todoko.
Kamimatsu (神松)
Voix japonaise : Kenji Nojima
Le « septième frère » parfait et fiable des sextuplets. Il prétend être né de la bonté des frères Matsuno. Il est bien-aimé par tout le monde sauf par les frères. Son nom est composé de "Kami" (dieu) et "matsu" comme les autres frères Matsuno.
Akumatsu (悪松)
Voix japonaise : Tomokazu Sugita
Le « huitième frère » des sextuplets. Il est né de l'attitude méchante des frères Matsuno.

## Série d'animation

### Musique
- Génériques d'ouverture :
  1. Hanamaru Pippi wa Yoiko Dake (はなまるぴっぴはよいこだけ?) de AŌP (Saison 1, 1ère partie)
  2. Zenryoku Batankyū (全力バタンキュー?) de AŌP (Saison 1, 2ème partie)
  3. Kunshi Ayauku mo Chikauyore de AŌP (Saison 2, 1ère partie)
  4. Maboroshi Wink de AŌP (Saison 2, 2ème partie)
  5. Nice to NEET you ! de AŌP (Saison 3, 1ère partie)
- Génériques de fin :
  1. Six Same Faces ~Kon'ya wa Saikō! (SIX SAME FACES ～今夜は最高!!!!!!～?) de Kenichi Suzumura, Takahiro Sakurai, Yuichi Nakamura, Hiroshi Kamiya, Jun Fukuyama, Daisuke Ono et Miyu Irino (Saison 1, 1ère partie)
  2. SIX SHAME FACES ~Kon'ya mo Saikō~!!!!!! (SIX SHAME FACES ～今夜も最高!!!!!!～?) de Aya Endo, Kenichi Suzumura, Takahiro Sakurai, Yuichi Nakamura, Hiroshi Kamiya, Jun Fukuyama, Daisuke Ono et Miyu Irino (Saison 1, 2ème partie)
  3. Let's Go! Muttsugo! ~Mutsuiro no Niji~ de ROOTS66 (Saison 2, 1ère partie)
  4. Otona÷6×Kodomo×6 de The sextuplets (Saison 2, 2ème partie)
  5. Max Charm Faces! de Shuta Sueyoshi et Totoko Nya! (Saison 3, 1ère partie)

## Adaptations

### Manga
Une adaptation en manga par Masako Shitara est prépubliée entre le 15 janvier 2016 et le 26 novembre 2020 dans le magazine You de l'éditeur Shūeisha.

### Roman
Une série de romans écrite par Yū Mitsuru est publiée par Shūeisha. Le premier tome sort le 29 juillet 2016.

### Film
Un film d'animation réalisé par Yoichi Fujita sort le 15 mars 2019 au Japon sous le titre Mr. Osomatsu The Movie. L'histoire se focalise sur la période de lycée des Matsuno. Il est diffusé en France sur Crunchyroll.